# فرودگاه بین‌المللی خوزه ماریا کوردوا
فرودگاه بین‌المللی خوزه ماریا کوردوا (به انگلیسی: José María Córdova International Airport) (به زبان بومی: Aeropuerto Internacional José María Córdova) یک فرودگاه مسافربری با کد یاتا MDE است که یک باند فرود سنگفرش دارد و طول باند آن ۳۵۵۷ متر است. این فرودگاه در شهر مدلین کشور کلمبیا قرار دارد و در ارتفاع ۲۱۴۲ متری از سطح دریا واقع شده‌است.

## شرکت‌های هواپیمایی و مقصدهای پروازی

### مسافری
| شرکت‌های هواپیمایی    | مقصدهای پروازی |
| -------------------- | --- |
| آئرومکزیکو           | مکزیکو سیتی |
| Air Panama           | آلبروک مارکوس برندزینو گلابرت |
| امریکن ایرلاینز      | میامی |
| اویانکا              | ارنستو کورتیسوز، ال دورادو، پالونگرو، آلفونسو بونییا آراگون، رافائل ناندز، کمیلو دازا، مادرید-باراخاس، میامی، لوس گارزونس، جان اف کندی، گوستاو روجاس پینیلا (آغاز از 18 August, 2017), سیمون بولیوار |
| اویانکا السالوادور   | السالوادور |
| اویانکا پرو          | خورخه چاوز |
| اویور ایرلاینز       | آرتورو میچلنا |
| کوپا ایرلاینز کلمبیا | توکومن |
| ایبریا ایرلاین       | مادرید-باراخاس |
| جت‌بلو                | فورت لادردیل–هالیوود، جان اف کندی |
| لان کلمبیا           | ال دورادو، رافائل ناندز، گوستاو روجاس پینیلا، سیمون بولیوار |
| Spirit Airlines      | فورت لادردیل–هالیوود |
| Viva Colombia        | ارنستو کورتیسوز، ال دورادو، آلفونسو بونییا آراگون، رافائل ناندز، میامی، لوس گارزونس، Panama City-Balboa، گوستاو روجاس پینیلا، سیمون بولیوار                                                          |
| Wingo                | Panama City-Balboa |

### Cargo airlines
- AeroSucre

- Centurion Air Cargo
- Cielos Airlines
- فلوریدا وست اینترنشنال ایرویز
- کالیتا ایر
- Líneas Aéreas Suramericanas
- LATAM Cargo Brasil
- LATAM Cargo Mexico
- LATAM Cargo Colombia
- Avianca Cargo
- Sky Lease Cargo